# Gøgelilje
Gøgelilje (Platanthera) er en slægt af orkidéer, som er udbredt med 85 arter i verden. De fleste findes i Amerika og Asien, men enkelte også i Europa og Nordafrika.

## Arter
Af de 85 arter findes tre i Norden:
- Skovgøgelilje, Platanthera chlorantha
- Bakkegøgelilje, Platanthera bifolia
- Lapgøgelilje, Platanthera obtusata